# 7445 Trajanus
7445 Trajanus (4116 P-L) là một tiểu hành tinh bay qua Sao Hỏa được phát hiện ngày 24 tháng 9 năm 1960 bởi Cornelis Johannes van Houten, Ingrid van Houten-Groeneveld và Tom Gehrels ở Đài thiên văn Palomar.